# Werner Ostendorff
Werner Ostendorff (Königsberg, 15 agosto 1903 – Bad Aussee, 1º maggio 1945) è stato un generale tedesco, ufficiale delle Waffen-SS durante la seconda guerra mondiale.

## Biografia
Ostendorff entrò nella Reichswehr nel 1925. Tra il 1933 e il 1934 fu aiutato nell'addestramento da una scuola militare delle SA, e in seguito fu trasferito nella Luftwaffe. Nel 1935 entrò nelle SS-Verfügungstruppe, e fu istruttore in scuola delle SS fino al 1938. Fu in seguito trasferito nella neonata SS-Standarte "Der Führer". Con la formazione della prima divisione delle Waffen-SS il 10 ottobre 1939 questa divenne la 2. SS-Panzer-Division "Das Reich", ed egli ne fu nominato capo di stato maggiore carica che tenne fino al giugno 1942. Il 13 settembre 1941 venne decorato con la Croce di Cavaliere della Croce di Ferro per aver guidato un contrattacco contro il villaggio di Ushakovo vicino a Smolensk che era importante per il dominio della strada Yelnya-Dorogobuzh. Il villaggio venne ricatturato e il rischio di uno sfondamento sovietico venne eliminato.
Ostendorff guido il Kampfgruppe Das Reich sul fronte orientale dal febbraio al giugno 1942, guadagnandosi l'Ordine militare della Croce Tedesca in oro. Quando il generale Paul Hausser formò l'iniziale corpo SS nel giugno 1942, scelse proprio Ostendorff come suo capo di stato maggiore. Tenne questa carica con L'SS-Generalkommando (in seguito II SS-Panzerkorps) fino al novembre 1943. Per le sue azioni a Char'kov venne promosso al grado di Oberführer (brigadier generale) e gli venne assegnato un comando di divisione. In seguito gli fu assegnato il comando della 17. SS-Panzergrenadier-Division "Götz von Berlichingen", assumendone il comando nel gennaio 1944. Durante i combattimenti in Normandia fu ferito gravemente nei pressi di Carentan il 16 giugno 1944. In seguito lasciò il comando della divisione il 21 ottobre 1944, rimanendone comandante fino al tardo novembre 1944.
il 1º dicembre 1944 venne promosso al grado di Gruppenführer (tenente generale) e divenne il capo di stato maggiore di Heinrich Himmler nel Gruppo d'armate Oberrhein dal 2 dicembre 1944 al 22 gennaio 1945. Il suo ultimo comando fu quello della 2. SS-Panzer-Division "Das Reich" di cui assunse il comando il 10 febbraio 1945 e continuò a guidare fino al 9 marzo 1945 quando venne ferito gravemente nei combattimenti in Ungheria. Ostendorff morì per le ferite riportate in un ospedale di campo a Bad Aussee il 1º maggio 1945.